# Nogales, Veracruz
Nogales là một đô thị thuộc bang Veracruz, México. Năm 2005, dân số của đô thị này là 31818 người.